# اوسیانو دا کروز
اوسیانو آندراده دا کروز (پرتغالی: Oceano Andrade da Cruz؛ زاده ۲۹ ژوئیهٔ ۱۹۶۲) بازیکن سابق فوتبال اهل پرتغال است. او در تیم ملی فوتبال پرتغال نیز بازی کرده‌است.

## باشگاهی
- اودی ولاز پرتغال سال ۱۹۸۱–۱۹۸۲
- ناسیونال مادیرا پرتغال سال ۱۹۸۲–۱۹۸۳
- اسپورتینگ لیسبون پرتغال سال ۱۹۸۴–۱۹۹۱
- رئال سوسیداد سال ۱۹۹۱–۱۹۹۴
- اسپورتینگ لیسبون پرتغال سال ۱۹۹۴–۱۹۹۸
- تولوس فرانسه سال ۱۹۹۸–۱۹۹۹

## ملی
- سابقه ۵۴ بازی با پیراهن تیم ملی فوتبال پرتغال در سال‌های ۱۹۸۵ تا ۱۹۹۸

## مربیگری
دآ کروز فعالیت‌های حرفه‌ای خود را در چارچوب مربیگری از سال ۲۰۰۸ تا ۲۰۱۰ به عنوان کمک مربی تیم ملی پرتغال شروع کرده‌است و پس از آن در سال‌های ۲۰۰۹ تا ۲۰۱۰ به عنوان سرمربی در تیم‌های ملی زیر ۲۰ سال و زیر ۲۱ سال مشغول به کار بوده‌است.
وی پس از آن در سال ۲۰۱۰ تا ۲۰۱۱ کمک مربی باشگاه اسپورتینگ لیسبون پرتغال بوده و در سال ۲۰۱۱ تا ۲۰۱۲ کمک مربی باشگاه لیریا پرتغال را بر عهده داشته تا اینکه در سال ۲۰۱۲ لغایت ۲۰۱۳ به باشگاه اسپورتینگ لیسبون بازگشته و کمک مربی این باشگاه بوده‌است.
وی از سال ۲۰۱۴ تا ۲۰۱۹ کمک مربی تیم ملی ایران بود.